# Kazimierz Sikorski

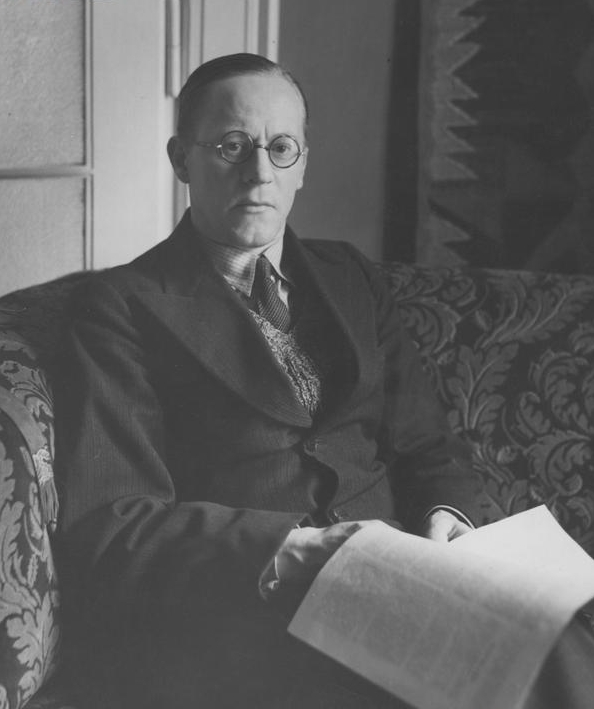
Kazimierz Sikorski, 1934

Kazimierz Sikorski (* 28. Juni 1895 in Zürich; † 23. Juli 1986 in Warschau) war ein polnischer Komponist.

## Leben
Sikorski studierte in Warschau bei Felicjan Szopski, im damals polnischen Lwów (dt. Lemberg, ukr. Lwiw) bei Adolf Chybiński und in Paris bei Nadia Boulanger. 1926 wurde er Kompositionslehrer am Konservatorium Poznań. Von 1927 bis 1945 unterrichtete er am Warschauer Konservatorium, dessen Rektor er 1940–44 war (damals unter dem Namen: Staatliche Musikschule in Warschau). Nach dem Krieg lehrte er an der Musikhochschule Łódź, die er von 1947 bis 1954 als Rektor leitete. Zudem wirkte er ab 1951 und ab 1954 dauerhaft an der Musikakademie Warschau. Er lehrte dort Musiktheorie und Komposition, von 1957 bis 1966 leitete er die Hochschule als Rektor. Von 1954 bis 1959 war er zugleich Präsident des polnischen Komponistenverbandes. 
Als Lehrer beeinflusste er eine ganze Generation polnischer Komponisten, zu seinen Schülern zählten Grażyna Bacewicz, Tadeusz Baird, Marian Borkowski, Stefan Kisielewski, Zygmunt Krauze, Jan Krenz, Roman Maciejewski, Artur Malawski, Tadeusz Paciorkiewicz, Andrzej Panufnik, Constantin Regamey und Kazimierz Serocki.
Er ist der Vater des Komponisten Tomasz Sikorski.

## Werke
Sikorski komponierte sechs Sinfonien, ein sinfonisches Allegro, zwei Ouvertüren (1945, 1954), verschiedene Instrumentalkonzerte, von denen das Klarinettenkonzert (1947) das bedeutendste ist, ferner ein Streichsextett (1930) und drei Streichquartette sowie Chorwerke und Filmmusiken, unter anderem zum Film „Warszawska premiera“, für die er eine staatliche Auszeichnung erhielt.
Seine frühen Werke sind noch dem nachwagnerianischen Stil verpflichtet, die nach dem Zweiten Weltkrieg geschriebenen verkörpern eine neue und individuelle Ästhetik. Sie sind streng gebaut, klar gegliedert und zeigen eine gewisse Vorliebe für polyphone Strukturen.